# Odyssee

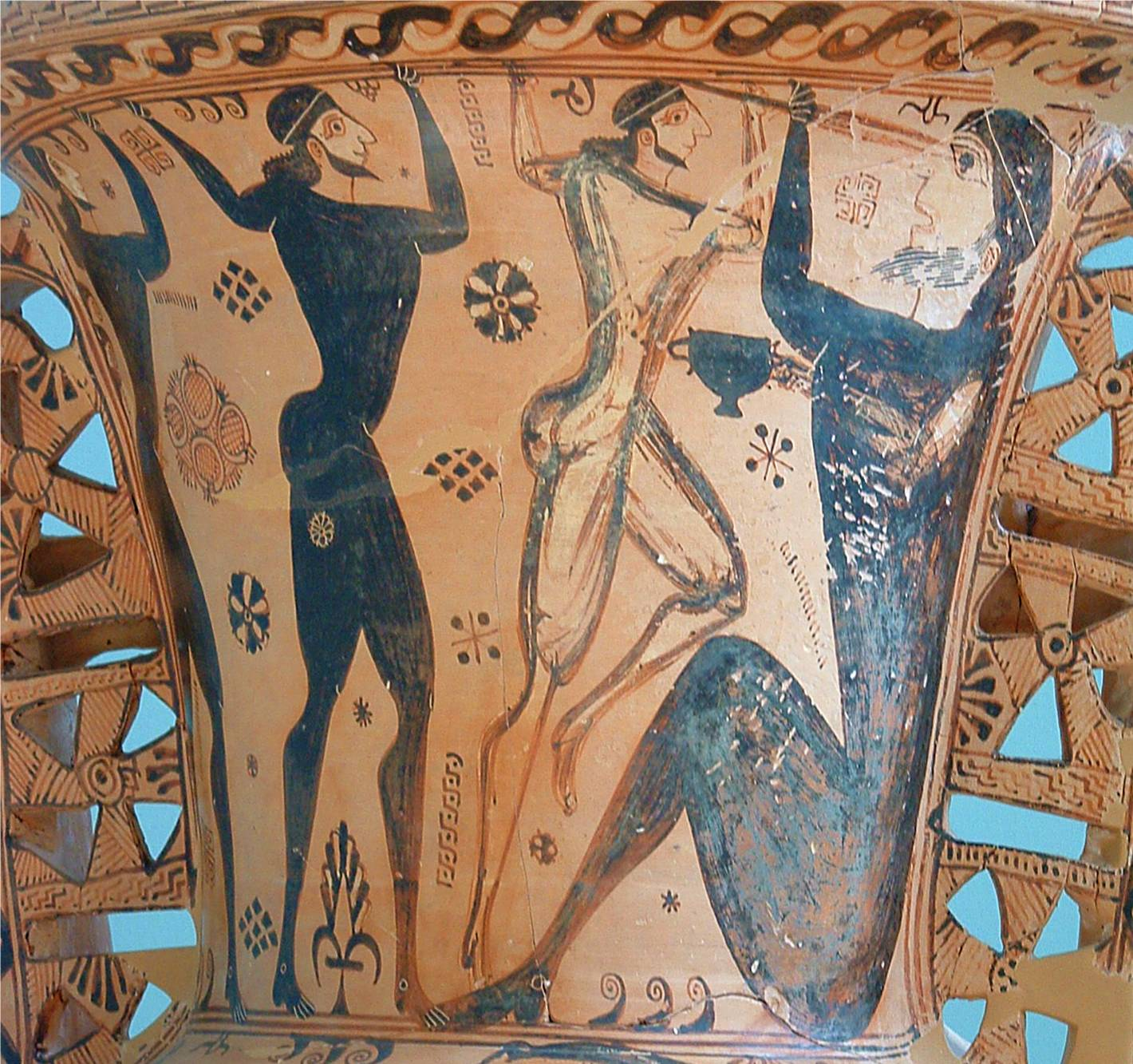
Odysseus und seine Gefährten blenden Polyphem. Detail einer proto-attischen Amphora des Polyphem-Malers, um 650 v. Chr., Museum von Eleusis, Inv. 2630.

Die Odyssee (altgriechisch ἡ Ὀδύσσεια hē Odýsseia) ist neben der Ilias das zweite, traditionell dem griechischen Dichter Homer zugeschriebene Epos und gehört zu den ältesten und einflussreichsten Dichtungen der abendländischen Literatur. Schriftlich wurde sie erstmals wahrscheinlich um die Wende vom 8. zum 7. Jahrhundert v. Chr. festgehalten. Sie schildert die Abenteuer des Königs Odysseus von Ithaka und seiner Gefährten während der Heimkehr aus dem Trojanischen Krieg. In vielen Sprachen ist der Begriff „Odyssee“ zum Synonym für eine lange Irrfahrt geworden.

## Inhalt
Das Proömium, das die Odyssee einleitet, ist eine Anrufung der Muse und schildert in wenigen Zeilen, was Zuhörer oder Leser erwartet. Die Eingangsverse sind hier auf Altgriechisch, in Umschrift sowie in der klassischen deutschen Übersetzung von Johann Heinrich Voß aus dem Jahr 1781 wiedergegeben:
| Ἄνδρα μοι ἔννεπε, Μοῦσα, πολύτροπον, ὃς μάλα πολλὰ πλάγχθη, ἐπεὶ Τροίης ἱερὸν πτολίεθρον ἔπερσε· πολλῶν δ’ ἀνθρώπων ἴδεν ἄστεα καὶ νόον ἔγνω, πολλὰ δ’ ὅ γ’ ἐν πόντῳ πάθεν ἄλγεα ὃν κάτα θυμόν, ἀρνύμενος ἥν τε ψυχὴν καὶ νόστον ἑταίρων. ἀλλ’ οὔδ’ ὣς ἑτάρους ἐρρύσατο ἱέμενός περ· αὐτῶν γὰρ σφετέρῃσιν ἀτασθαλίῃσιν ὄλοντο, νήπιοι, οἳ κατὰ βοῦς Ὑπερίονος Ἠελίοιο ἤσθιον· αὐτὰρ ὃ τοῖσιν ἀφείλετο νόστιμον ἦμαρ. τῶν ἁμόθεν γε, θεά, θύγατερ Διός, εἶπε καὶ ἡμῖν. | Ạndra moi ẹnnepe, Moụsa, polỵtropon, họs mala pọlla plạnchthē, epeị Troiẹ̄s hierọn ptoliẹthron epẹrse: pọllōn d’ ạnthrōpọ̄n iden ạstea kaị noon ẹgnō, pọlla d’ ho g’ ẹn pontọ̄ pathen ạlgea họn kata thỵmon, ạrnymenọs hēn tẹ psychẹ̄n kai nọston hetaịrōn. ạll’ oud’ họ̄s hetaroụs errhỵsato hịemenọs per; aụtōn gạr spheterẹ̄sin atạsthaliẹ̄sin olọnto, nẹ̄pioi, hoị kata boụs Hyperịonos Ẹ̄elioịo ẹ̄sthion; aụtar ho toịsin apheịleto nọstimon ẹ̄mar. tọ̄n hamothẹn ge, theạ, thygatẹr Dios, eịpe kai hẹ̄min. | Sage mir, Muse, die Thaten des vielgewanderten Mannes, Welcher so weit geirrt, nach der heiligen Troja Zerstörung, Vieler Menschen Städte gesehn, und Sitte gelernt hat, Und auf dem Meere so viel’ unnennbare Leiden erduldet, Seine Seele zu retten, und seiner Freunde Zurückkunft. Aber die Freunde rettet’ er nicht, wie eifrig er strebte; Denn sie bereiteten selbst durch Missethat ihr Verderben: Thoren! welche die Rinder des hohen Sonnenbeherschers Schlachteten; siehe, der Gott nahm ihnen den Tag der Zurückkunft. Sage hievon auch uns ein weniges, Tochter Kronions. |

In 24 Gesängen, die aus 12.110 Hexameterversen bestehen, erzählt die Odyssee, wie der König von Ithaka nach dem zehn Jahre währenden Trojanischen Krieg, bei der Heimfahrt durch widrige Winde verschlagen, weitere zehn Jahre umherirrt und nach vielen Abenteuern schließlich als Bettler unerkannt heimkehrt. Eine Parallelhandlung zu den ersten Gesängen, die „Telemachie“, erzählt, wie Odysseus’ Sohn Telemachos sich auf die Suche nach dem vermissten Vater begibt. Als Odysseus schließlich nach Ithaka gelangt, findet er sein Haus voller aristokratischer Freier vor, die sein Eigentum aufzehren, seiner Frau Penelope einreden, er sei tot, und sie zwingen wollen, einen der ihren zu heiraten. In einem letzten Abenteuer, der Mnesterophonia, nimmt Odysseus gemeinsam mit Telemachos und dem treuen Hirten Eumaios den Kampf mit den Freiern auf.

### Die 24 Gesänge

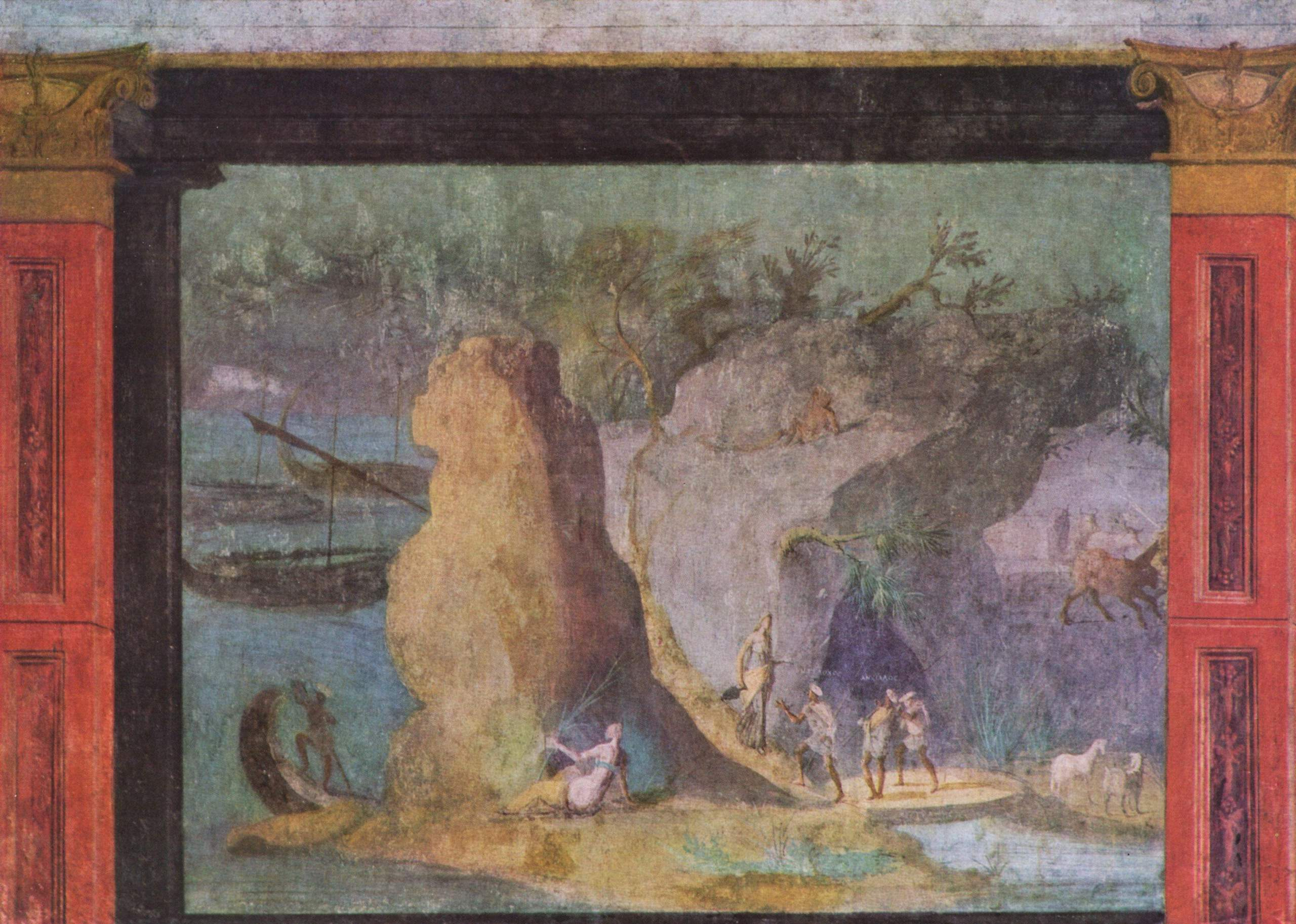
Römisches Fresko zur Odyssee (heute in der Bibliotheca Apostolica des Vatikans), ca. 150–100 v. Chr.

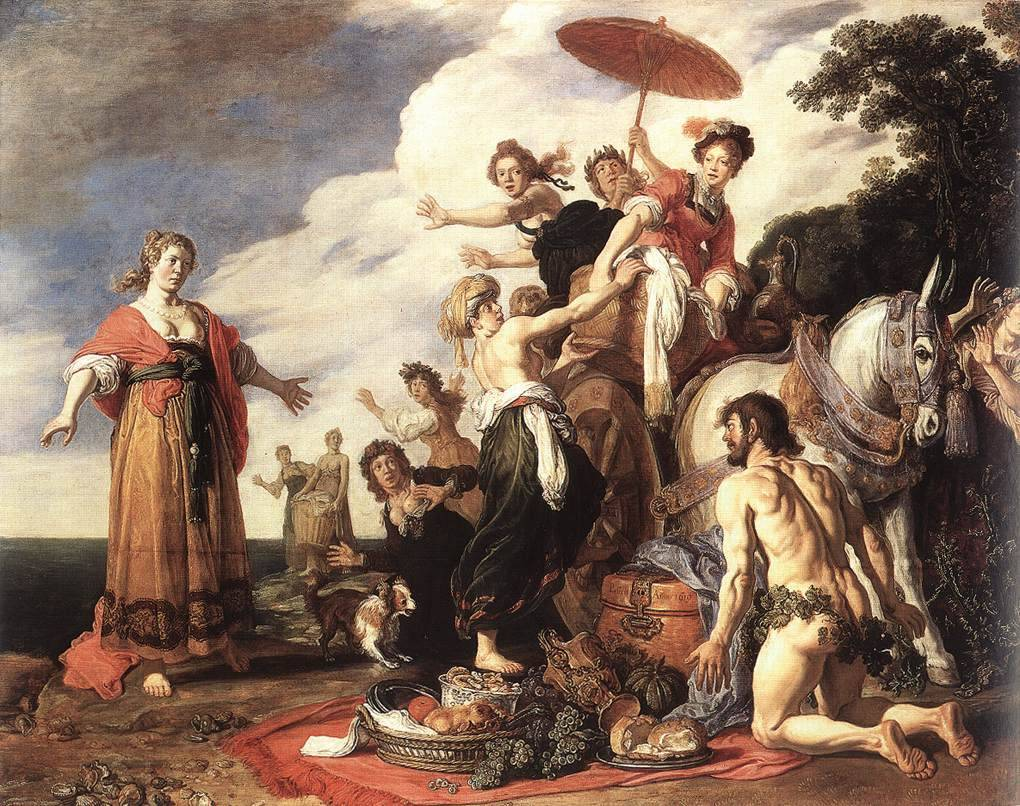
Pieter Lastman, Odysseus und Nausikaa, Ölbildnis, 1619, Alte Pinakothek, München

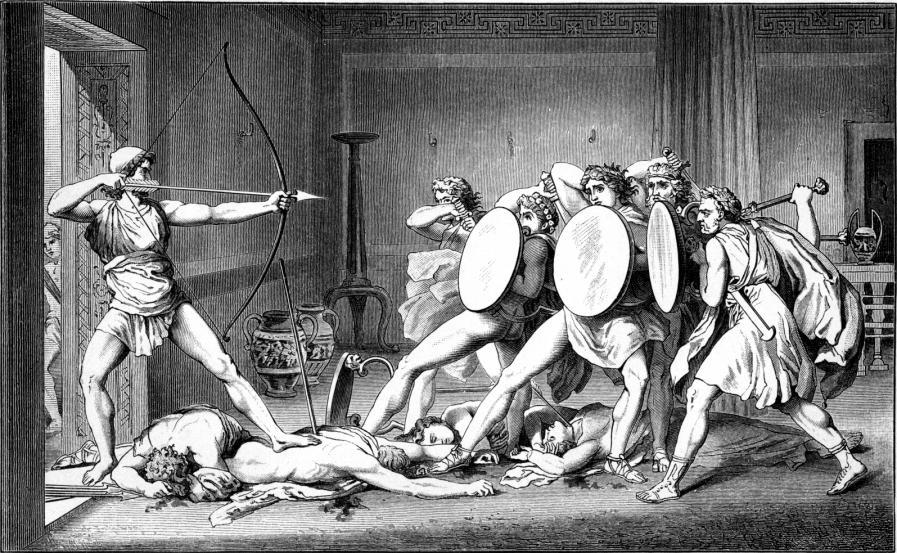
Odysseus erschießt seine Gegner

Um die Spannung stets aufrechtzuerhalten, bedient sich Homer einer sehr komplexen Erzählweise. Er arbeitet zum Beispiel mit Parallelhandlungen, Rückblenden, Einschüben, Perspektiv- und Erzählerwechseln. Die Handlung wird nicht chronologisch erzählt, sondern setzt kurz vor der Rückkehr des Odysseus nach Ithaka ein. Sie gliedert sich wie folgt:
- 1. bis 4. Gesang

Die Götter beschließen, Odysseus die Heimkehr zu ermöglichen. Sie senden den Götterboten Hermes zur Nymphe Kalypso, die ihn seit sieben Jahren auf ihrer Insel Ogygia zurückhält. Unterdessen begibt sich die Göttin Athene in Odysseus’ Heimat Ithaka, wo seine Frau Penelope von zahlreichen Freiern bedrängt wird, einen von ihnen zu heiraten. In Gestalt des väterlichen Freundes Mentes drängt Athene Odysseus’ Sohn Telemachos, sich auf die Suche nach dem verschollenen Vater zu machen. In der Hoffnung, Hinweise auf dessen Verbleib zu erhalten, segelt er daraufhin zu zwei seiner ehemaligen Mitstreiter vor Troja: erst zu Nestor, dem Herrscher von Pylos, dann zu  König Menelaos von Sparta. Die Freier planen in der Zwischenzeit, Telemachos bei seiner Rückkehr zu ermorden, und bereiten einen Hinterhalt an der zwischen Ithaka und Samos gelegenen Insel Asteria vor.
- 5. bis 8. Gesang

Hermes bewegt Kalypso, Odysseus ziehen zu lassen. Dieser verlässt Ogygia auf einem selbstgebauten Floß. Doch am 18. Tag, als Scheria, eine Nachbarinsel von Ithaka und Heimat der Phaiaken, schon in Sichtweite ist, erregt Odysseus’ Widersacher, der Meeresgott Poseidon, einen Sturm, der das Floß zum Kentern bringt. Mit Unterstützung der Nymphe Ino Leukothea kann sich Odysseus mit letzter Kraft schwimmend an die Küste Scherias retten. Er begegnet mit Hilfe Athenes am Strand der Königstochter Nausikaa, die ihm den Weg zum Palast ihrer Eltern weist. Diese nehmen Odysseus gastfreundlich auf.
- 9. bis 12. Gesang

Im zentralen Teil des Epos erzählt Odysseus im Haus des Phaiakenkönigs Alkinoos die Geschichte seiner Irrfahrten (siehe unten: Die Irrfahrten des Odysseus).
- 13. bis 16. Gesang

Nun werden die beiden Handlungsstränge, die Telemachie und die eigentliche Odyssee, zusammengeführt. Odysseus kehrt mit Hilfe der Phaiaken nach Ithaka heim. Der treue Sauhirt Eumaios nimmt ihn auf und schildert ihm die Lage im Königspalast. Daher verbirgt sich Odysseus im Haus des Hirten, bis er den Kampf mit den Freiern wagen kann. Zu seinem Schutz verleiht ihm Athene die Gestalt eines Bettlers. Inzwischen bricht Telemachos aus Sparta auf. Abends erreicht er Pylos. Ohne bei Nestor zu übernachten, begibt er sich sofort auf sein Schiff und kehrt nach Ithaka zurück. Dem Hinterhalt der Freier, vor dem Athene ihn gewarnt hat, kann er entgehen. Er begibt sich zu Eumaios und trifft dort auf seinen Vater Odysseus, den er nach dessen Rückverwandlung erkennt.
- 17. bis 20. Gesang

Wieder in Bettlergestalt kehrt Odysseus nach 20 Jahren in sein Haus zurück, wo ihn zunächst nur sein alter sterbender Hund Argos wiedererkennt, später auch die alte Magd Eurykleia. Insgeheim bereitet sich Odysseus auf den Kampf mit den Freiern vor, indem er alle Waffen in einer Kammer wegsperren lässt. Die Freier verhöhnen den vermeintlichen Bettler und lachen den Seher Theoklymenos aus, der sie vor dem Unheil warnt, das ihnen droht.
- 21. und 22. Gesang

Penelope verspricht den Freiern, sie nicht länger hinzuhalten, sondern die Frau desjenigen zu werden, der aus einem Wettbewerb mit Odysseus’ Bogen als Sieger hervorgeht. Keinem gelingt es jedoch, den Bogen zu spannen – außer Odysseus selbst. Nach seinem erfolgreichen Schuss gibt er sich schließlich zu erkennen und tötet mit Hilfe von Telemachos und Eumaios die Freier sowie die Mägde und Knechte, die sich als untreu erwiesen haben.
- 23. und 24. Gesang

Odysseus sieht nach 20 Jahren seine Ehefrau Penelope wieder. Doch erst, nachdem sie ihn mit einer List auf die Probe gestellt hat, erkennt sie in ihm den Gatten. Anschließend besucht Odysseus seinen alten Vater Laërtes. In der Unterwelt preisen Achilleus und Agamemnon, Odysseus’ Mitkämpfer vor Troja, dessen siegreiche Heimkehr. Die Göttin Athene schlichtet den Streit zwischen Odysseus und den Verwandten der getöteten Freier.

### Die Irrfahrten des Odysseus
Eine zentrale Rolle im Epos nehmen die Gesänge 9 bis 12 ein, in denen Odysseus seine Abenteuer bis zur Ankunft bei den Phaiaken schildert. Dieser eher märchenhafte Teil wird von vielen Forschern  für das ursprüngliche Epos gehalten, das später um die einleitende Telemachie und die ausführliche Schilderung des Freiermords am Ende erweitert wurde.

#### Kikonen, Lotophagen und Kyklopen

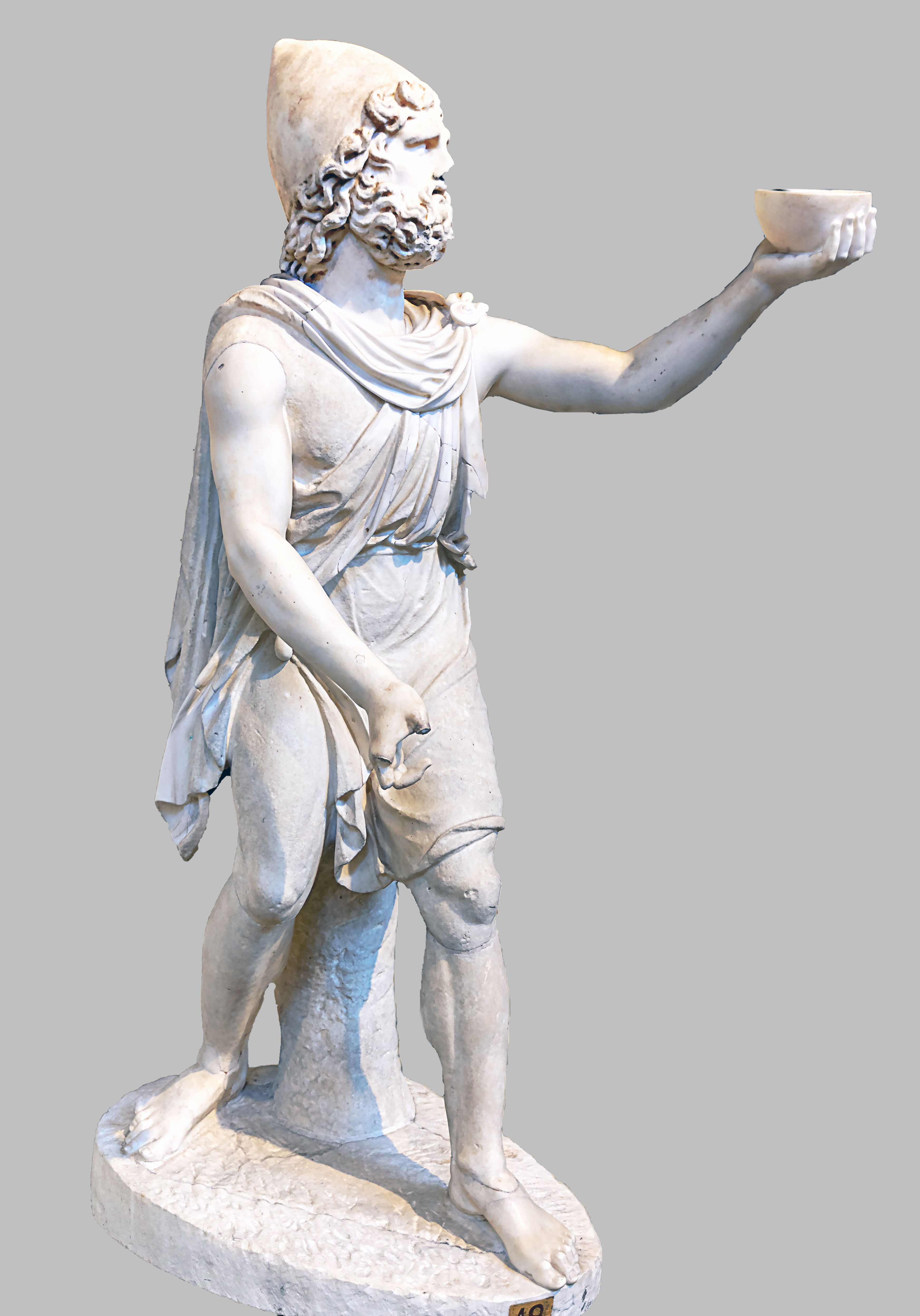
Odysseus reicht dem Kyklopen Polyphem eine Schale mit starkem Wein

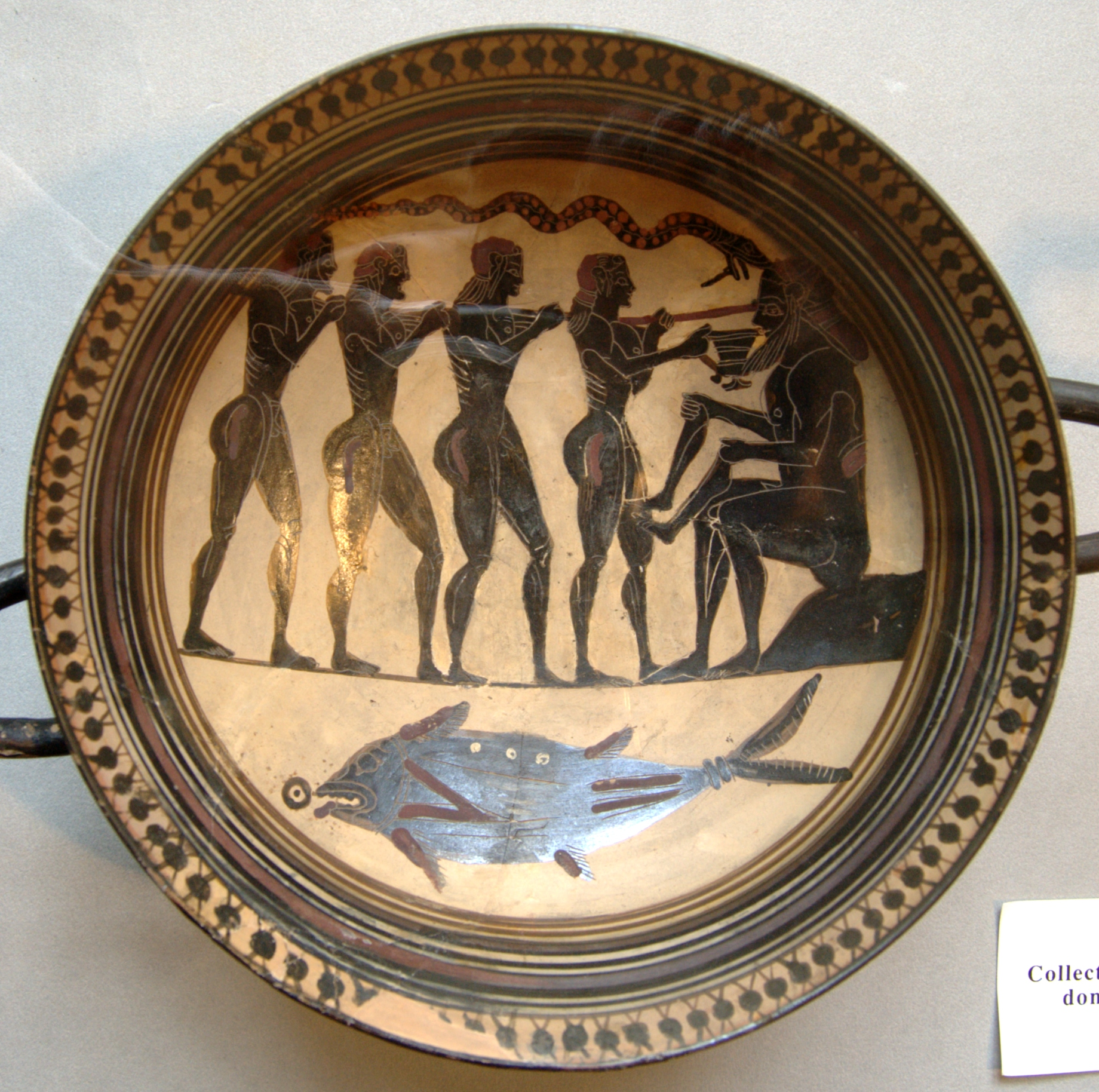
Odysseus und seine Gefährten blenden Polyphem. Lakonisch-schwarzfigurige Schale des Reiter-Malers, ca. 565–560 v. Chr.

Nachdem sie Troja auf zwölf Schiffen verlassen haben, überfallen Odysseus und seine Gefährten zunächst die mit den Trojanern verbündeten thrakischen Kikonen, werden von diesen aber vertrieben. Während die Schiffe auf der Fahrt nach Ithaka Kap Malea, die Südspitze der Peloponnes, umfahren, kommt ein starker Nordwind auf und treibt sie, an der Insel Kythera vorbei, auf das offene Meer. Schließlich gelangen sie ins Land der Lotophagen, der Lotosesser. Drei Gefährten, die Odysseus als Kundschafter zu den Lotophagen schickt, kosten von der Frucht, die sie ihre Heimat vergessen und das Verlangen aufkommen lässt, für immer im Land der Lotophagen zu bleiben. Sie müssen daraufhin mit Gewalt zurück auf die Schiffe gebracht werden.
Anschließend landen Odysseus und seine Gefährten auf einer Insel, auf der viele wilde Ziegen leben. Am folgenden Tag setzen sie zur nahen gegenüberliegenden Küste über, die von Riesen, den Kyklopen, bevölkert ist. Einer von ihnen, der einäugige Polyphem, nimmt Odysseus und zwölf seiner Gefährten gefangen, die in seine Höhle eingedrungen sind. Er tötet und frisst insgesamt sechs von ihnen und droht, auch die übrigen sowie Odysseus nacheinander zu verspeisen. Da die Griechen nicht genug Kraft haben, den Felsen zu bewegen, mit dem Polyphem den Höhleneingang versperrt hat, können sie den Kyklopen nicht töten, sondern müssen ihn überlisten. So stellt sich Odysseus, von Polyphem nach seinem Namen gefragt, als Oútis (Οὖτις) „Niemand“ vor. Es gelingt ihm, Polyphem betrunken zu machen und ihn dann mit einem glühenden Pfahl zu blenden. Als andere Kyklopen auf Polyphems Schmerzensschreie hin herbeieilen, ruft dieser ihnen zu, „Niemand“ habe ihm etwas angetan, so dass sie wieder umkehren. Um seine Schafe auf die Weide zu lassen, wälzt Polyphem am Morgen den Stein vor seiner Höhle weg, betastet aber die Rücken der Tiere, um zu verhindern, dass die Griechen sich unter die Herde mischen. Indem sie immer drei Schafe zusammenbinden, an deren Bauchfell sich jeweils ein Mann festklammert, können Odysseus und seine Gefährten aber dennoch entkommen. Als Polyphem ihre Flucht bemerkt, schleudert er Felsen in die Richtung, in der er die Schiffe vermutet, verfehlt sie aber. Hochmütig enthüllt Odysseus Polyphem seinen wahren Namen. In seinem Zorn bittet dieser seinen Vater Poseidon, Odysseus auf dem Meer umkommen zu lassen oder zumindest seine Heimkehr lange zu verzögern.

#### Aiolos, Laistrygonen, Kirke, Hades

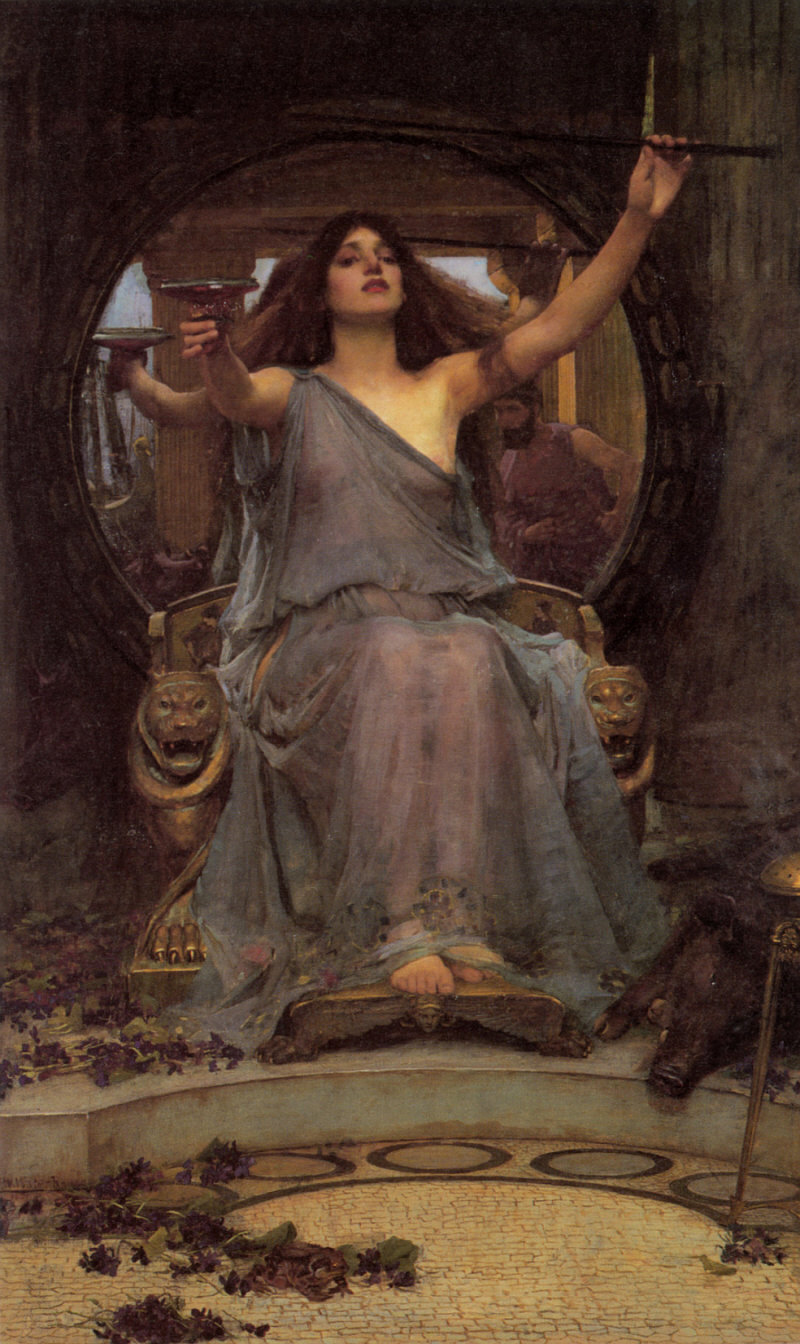
Kirke reicht Odysseus den Trinkbecher. Gemälde von John William Waterhouse (1891)

Der Windgott Aiolos, dessen Insel er als nächste anläuft, schenkt Odysseus einen Lederschlauch, in dem alle Winde eingesperrt sind, bis auf den Westwind, der seine Schiffe sicher nach Ithaka treiben soll. Doch als Odysseus’ ahnungslose Gefährten kurz vor dem Ziel den Schlauch aus Neugier öffnen, entweichen alle Winde und ihre Schiffe werden zur Insel des Aiolos zurückgetrieben. Dieser verweigert daraufhin jede weitere Hilfe.
Als Nächstes gelangen Odysseus und seine Leute nach Telepylos zu den Laistrygonen, einem menschenfressenden Riesenvolk. Als deren König einen von zwei Kundschaftern aufspießt, versuchen die Griechen zu fliehen, doch ihre Schiffe werden in dem Hafen, der weit ins Land hineinreicht, von den von allen Seiten herbeieilenden Laistrygonen durch Felsbrocken zerschmettert. Nur Odysseus gelingt mit seinem Schiff und dessen Besatzung die Flucht, da er es vorsichtshalber nicht in den Hafen hineinfahren ließ. Alle übrigen Schiffe gehen verloren.
Mit seinem letzten Schiff erreicht Odysseus die Insel Aiaia, wo die Göttin und Zauberin Kirke mit einigen Dienerinnen lebt. Bei ihrem Anwesen befinden sich Gehege mit zahmen Löwen und Wölfen, in Wahrheit Menschen, die von Kirke verzaubert wurden. Auch die Hälfte von Odysseus’ Männern, die dieser zur Erkundung der Insel ausgesandt hat, verwandelt Kirke mit einem Zaubertrank in Schweine. Nur Eurylochos, der Kirkes Haus aus Vorsicht nicht betreten hat, entkommt zum Schiff. Als Odysseus sich daraufhin alleine zu Kirke begibt, begegnet er dem Götterboten Hermes, der ihm das Kraut Moly gibt. Mit dessen Hilfe gelingt es ihm, dem Zauber zu widerstehen. Zudem zwingt Odysseus Kirke zu dem Eid, ihm und seinen Gefährten nichts Übles mehr anzutun. Sie verwandelt die Gefährten wieder in Menschen und teilt mit Odysseus ihr Lager. Nach einem Jahr beschließt Odysseus auf Drängen seiner Gefährten, trotz Kirkes Liebeswerben, die Heimreise fortzusetzen.
Die Zauberin rät ihm, zuvor die Seele des Sehers Teiresias im Haus des Hades, Homers Bezeichnung der Unterwelt, nach seinem weiteren Schicksal zu befragen. Dort opfert Odysseus und es erscheinen ihm die Seelen seiner inzwischen verstorbenen Mutter, von Mitkämpfern aus dem Trojanischen Krieg und seines auf Aiaia verunglückten Gefährten Elpenor. Der Seher Teiresias gibt ihm Ratschläge für die Weiterfahrt.

#### Sirenen, Skylla und Charybdis
Nach dem Besuch der Unterwelt kehren Odysseus und seine Gefährten zunächst zur Insel der Kirke zurück, um den Elpenor zu bestatten, der unmittelbar vor der Abfahrt zum Hades zu Tode stürzte. Kirke gibt Odysseus noch Ratschläge für die Heimfahrt, weist ihn auf die Gefahren von Skylla und Charybdis sowie einen nicht minder gefährlichen alternativen Weg durch die Plankten hin und mahnt ihn – wie zuvor schon Teiresias – keinesfalls die Rinder und Schafe auf der Insel des Helios zu schlachten. Anschließend verlassen Odysseus und seine Gefährten Aiaia. Die Fahrt führt zunächst an der Insel der Sirenen vorbei, die mit ihrem betörenden Gesang Seefahrer auf die Klippen und damit in den Tod locken. Um ihnen gefahrlos lauschen zu können, lässt sich Odysseus auf Kirkes Rat hin an den Mastbaum fesseln, seinen Gefährten aber die Ohren mit Wachs verschließen. Anschließend passieren sie eine Meerenge, deren Ufer von zwei Seeungeheuern beherrscht werden, nämlich von der sechsköpfigen, menschenverschlingenden Skylla und von Charybdis, die einen Strudel verursacht, in dem ganze Schiffe versinken. Odysseus lässt seine Gefährten in möglichst großer Entfernung von Charybdis und damit nahe an Skylla vorbeirudern, die sechs von ihnen verschlingt.

#### Helios, Kalypso und die Phaiaken

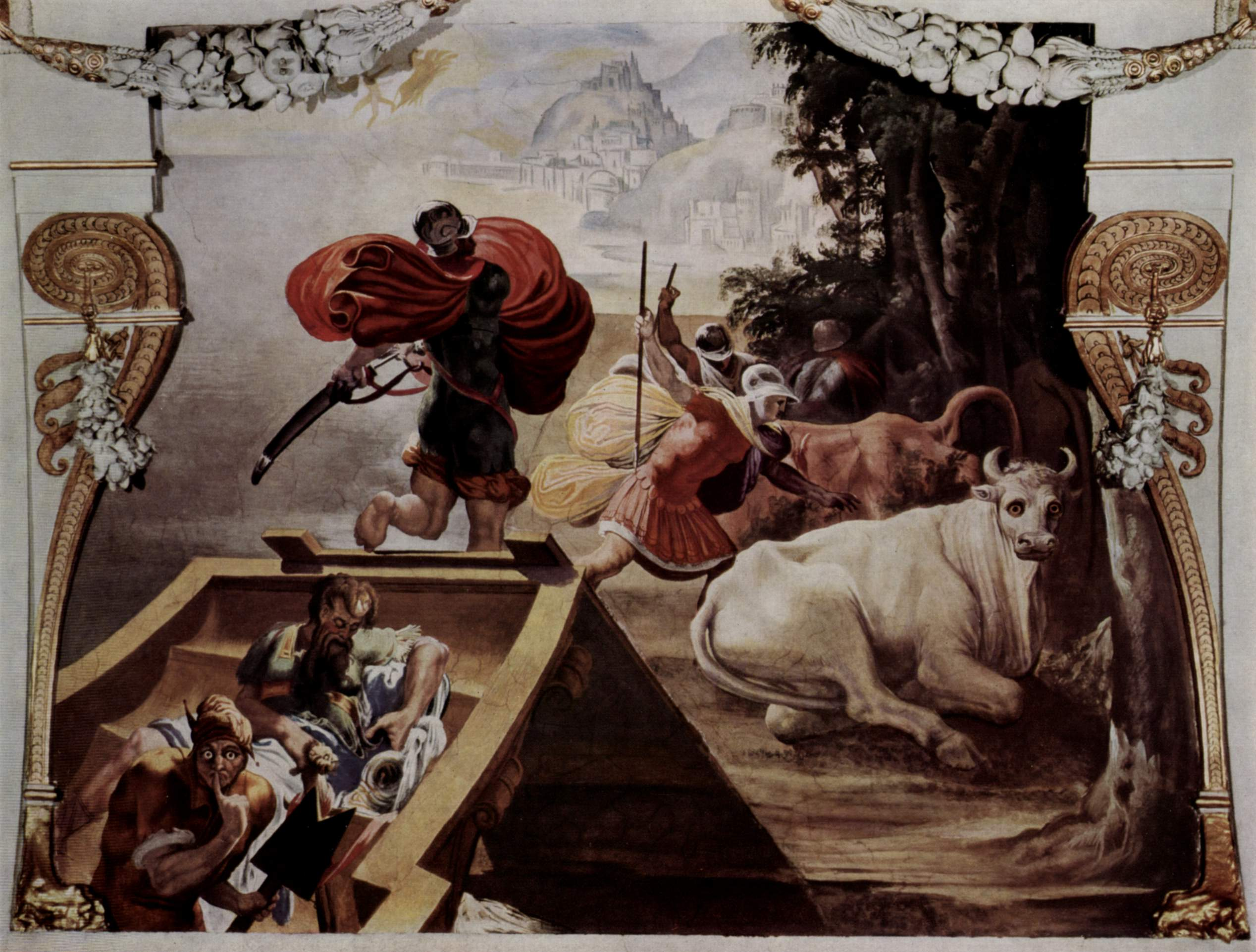
Die Gefährten des Odysseus rauben die Rinder des Helios (Pellegrino Tibaldi)

Ermattet erreichen sie bald darauf Thrinakia, die Insel des Sonnengottes Helios. Widrige Winde hindern sie einen Monat lang an der Weiterfahrt, und nachdem ihre Vorräte aufgebraucht sind, beginnen sie Hunger zu leiden. Daher schlachten die Gefährten, trotz Odysseus’ Warnung, Helios’ heilige Rinder. Zur Strafe kommen sie nach ihrer Abreise in einem Sturm um, den Zeus auf Drängen des Helios geschickt hat. Nur Odysseus kann sich, auf dem Kiel seines Schiffs sitzend, auf die Insel der Nymphe Kalypso, Ogygia, retten.
Kalypso hält Odysseus sieben Jahre lang fest und lässt ihn erst auf Geheiß der Götter wieder ziehen. Er baut mit ihrer Hilfe ein Floß und gelangt mit diesem nach 17 Tagen bis in Sichtweite der Küste Scherias, des Lands der Phaiaken. Als Poseidon Odysseus erblickt, entfacht er einen Sturm, der das Floß schwer beschädigt und kentern lässt. Die Nymphe Ino Leukothea aber bemerkt den Schiffbrüchigen und hat Mitleid mit ihm. Sie gibt ihm einen Schleier, den er sich umbinden soll und rät ihm, sein manövrierunfähiges Floß zu verlassen. Von dem Schleier getragen, erreicht er schwimmend und unter größten Mühen die Küste.
Dort findet ihn Nausikaa, die Tochter des Königs Alkinoos, nackt am Strand. Sie versorgt Odysseus mit Kleidern und weist ihm den Weg zum Palast ihrer Eltern. Es gelingt ihm, die Gunst des Alkinoos und seiner Ehefrau Arete zu gewinnen, die ihm versprechen, ihn mit einem ihrer Schiffe nach Ithaka bringen zu lassen. Die Phaiaken veranstalten Spiele zu seinen Ehren und beschenken ihn reich. Als der Sänger Demodokos Lieder über den Trojanischen Krieg vorträgt, kann Odysseus seine Tränen nicht zurückhalten. Alkinoos bemerkt dies und bittet den Gast, seine Identität und die Ursache seines Kummers zu offenbaren. Daraufhin berichtet Odysseus von seinen Erlebnissen. Schließlich wird Odysseus, mit weiteren kostbaren Geschenken bedacht, zum Schiff geleitet, das ihn nach Ithaka bringt.

### Die „Lügengeschichten“ des Odysseus
Während Odysseus bei den Phaiaken seine Irrfahrten ausführlich schildert, erzählt er nach seiner Rückkehr auf Ithaka auch einige erfundene Geschichten, um – meist aus Vorsicht – seine wahre Identität zu verheimlichen.
Gegenüber Athena, die ihm kurz nach der Landung auf Ithaka in Gestalt eines jungen Mannes begegnet, gibt Odysseus im 13. Gesang an, aus Kreta zu stammen. Dort habe er Orsilochos, den Sohn des Idomeneus erschlagen, der ihm nach der Rückkehr aus Troja die gesamte Beute habe rauben wollen. Danach habe er der Besatzung eines phönizischen Schiffes einen Teil seiner Beute angeboten, damit sie ihn nach Pylos oder Elis bringen sollte. Vor der Westküste der Peloponnes habe sie jedoch der Wind nach Ithaka abgetrieben. Während er am Ufer geschlafen habe, hätten die Phönizier seine Schätze ausgeladen und seien ohne ihn nach Sidon gesegelt.
Im 14. Gesang erzählt Odysseus auch dem Sauhirten Eumaios anfangs eine ähnliche, dann aber stark abweichende und längere Lügengeschichte, die auch den zeitlichen Abstand zwischen dem Fall Trojas und seiner Ankunft auf Ithaka berücksichtigt: Wiederum behauptet Odysseus, aus Kreta zu stammen und Anführer eines kretischen Kontingents im Trojanischen Krieg gewesen zu sein. Er gibt sich als Sohn eines reichen Mannes und einer Sklavin aus, der von seinem Vater aber genauso geliebt worden sei wie seine ehelichen Söhne. Nach dem Tod des Vaters sei er aber von seinen Halbbrüdern nur mit einem sehr geringen Teil des Erbes und einem Haus abgefunden worden, doch habe er es dank seiner Tüchtigkeit und seines Mutes im Kampf zu Ansehen und Reichtum gebracht. Daher sei er neben Idomeneus zum Anführer der Kreter gegen Troja bestimmt worden. Nach der Rückkehr aus Troja habe es ihn schon nach einem Monat wieder in die Ferne gezogen und er sei mit einigen Schiffen nach Ägypten gefahren. Entgegen seiner Anordnung, noch zu warten und Späher auszuschicken, hätten seine Gefährten begonnen, zu plündern, Frauen und Kinder zu verschleppen und ägyptische Männer zu töten. Daraufhin habe in einer nahe gelegenen Stadt ein ägyptischer König ein Heer zusammengezogen, die Griechen bei Morgengrauen angegriffen und vernichtend geschlagen. Odysseus berichtet, er habe sich dem König zu Füßen geworfen, woraufhin ihm dieser vergeben habe. In den folgenden sieben Jahren habe er es in Ägypten zu großem Reichtum gebracht. Eines Tages soll ihn dann ein betrügerischer Phönizier überredet haben, mit in dessen Heimat zu kommen. Nach einem Jahr Aufenthalt dort habe der Phönizier ihn schließlich unter einem Vorwand auf ein weiteres Schiff gelockt, diesmal in Richtung Libyen und mit der Absicht, ihn dort zu verkaufen. Auf dem Weg sei das Schiff während eines Unwetters in der Nähe von Kreta gekentert. Odysseus erzählt weiter, er habe sich an einen treibenden Mast des Schiffes geklammert und sei nach zehn Tagen an die Küste der Thesproten getrieben worden. Dort habe ihn der thesprotische König Pheidon aufgenommen und veranlasst, dass er mit dem Schiff nach Dulichion zu König Akastos geleitet werde. Entgegen ihren Anweisungen hätten die thesprotischen Seeleute allerdings geplant, Odysseus in die Knechtschaft zu verkaufen. Sie hätten ihm die Kleidung weggenommen, Lumpen angezogen und ihn gefesselt. Erst bei einem Zwischenstopp auf Ithaka sei es ihm gelungen, sich zu befreien und sich zu verstecken. Nach einer anderen Version der Lügengeschichte habe Pheidon Odysseus zunächst gastlich aufgenommen und ihn dann nach Dodona weiterziehen lassen, weil er dort das Zeusorakel nach dem günstigsten Heimweg nach Ithaka befragen wollte.
Im 19. Gesang tischt Odysseus in der Gestalt des Bettlers Aithon seiner Gattin Penelope eine Lügengeschichte auf: Er behauptet wiederum, aus Kreta zu stammen und der jüngere Bruder des Idomeneus zu sein. Er habe Odysseus und seine Gefährten elf Tage lang bewirtet und beschenkt, nachdem sie bei der Fahrt nach Troja an der Küste Kretas gestrandet und durch ungünstige Winde an der Weiterfahrt gehindert worden seien. Penelope stellt den vermeintlichen Aithon auf die Probe, aber als dieser ihr die Gewänder des Odysseus sowie Aussehen und Namen seines Herolds Eurybathes korrekt schildert, bricht sie in Tränen über den für tot gehaltenen Gatten aus. Daraufhin tröstet Odysseus sie mit der Behauptung, er habe erfahren, dass Odysseus noch am Leben sei. Er habe sein Schiff und alle Gefährten vor Thrinakia verloren, sei aber, von den Phaiaken reich beschenkt, nach Thesprotien gelangt, wie er von König Pheidon erfahren habe. Im Folgenden gleicht die Geschichte derjenigen, die er Eumaios erzählt hat.
Im 24. Gesang, unmittelbar bevor er sich seinem Vater Laertes zu erkennen gibt, behauptet Odysseus, aus der Stadt Alybas in Sikanien zu stammen, Eperitos zu heißen und mit seinem Schiff nach Ithaka verschlagen worden zu sein. Er behauptet, Odysseus habe sich in Sikanien aufgehalten und sei von dort vor fünf Jahren mit einem Schiff in Richtung Heimat aufgebrochen.

## Entstehung des Großepos

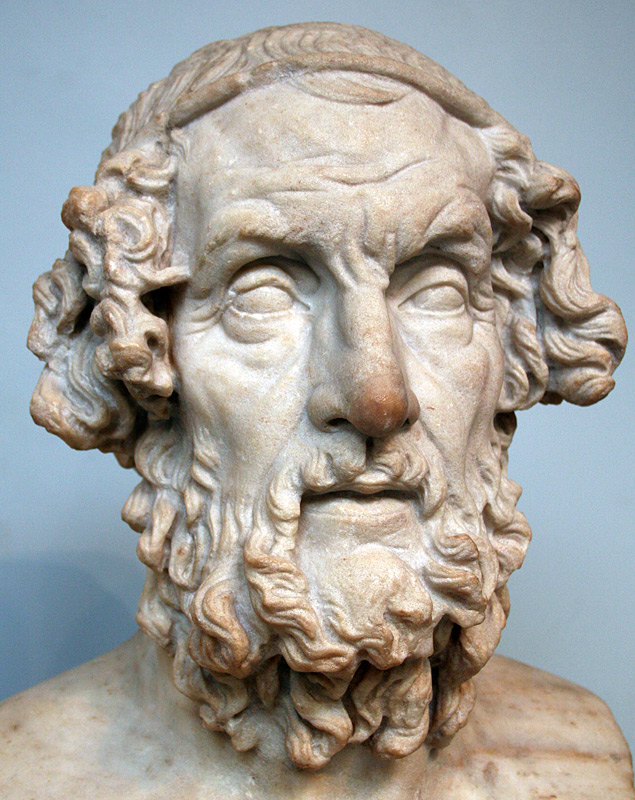
Büste Homers; aus dem 2. Jahrhundert n. Chr. stammende römische Kopie eines hellenistischen Originals.
British Museum, London

Die Handlung der Odyssee gehört zum Sagenkreis um den Trojanischen Krieg und schließt an die Ilias an. Daher könnten erste mündliche Fassungen des Epos bereits in spätmykenischer Zeit entstanden sein, also nach den Ereignissen, die der reale Kern der Legenden um den Untergang Trojas gewesen sein könnten. Wahrscheinlich wurden verschiedene Urfassungen der Odyssee jahrhundertelang durch Sänger – zunächst durch die Aoiden, später durch die Rhapsoden – vorgetragen und durch die mündliche Überlieferung immer wieder verändert. Der metrische Rhythmus der Verse diente dem vortragenden Sänger als Gedächtnisstütze.
Von der Forschung allgemein akzeptiert wird heute die Auffassung, dass in der Odyssee verschiedene, bereits zuvor existierende Kurzepen dichterisch zusammengefasst wurden. Ursprünglich dürften mindestens zwei verschiedene Geschichten im Umlauf gewesen sein: zum einen die des Troja-Heimkehrers Odysseus, der die Freier tötet, welche die Zeit seiner Abwesenheit ausgenutzt haben; zum anderen abenteuerliche Geschichten im Stil der Nostoi (sing.: nostos, wörtlich: Rückfahrt), der von heimkehrenden Seefahrern erzählten Märchen, die ihrerseits aus verschiedenen Quellen stammen und erst später Odysseus zugeschrieben wurden. In einer vor-homerischen Urfassung schilderte die Odyssee vermutlich in einfacher zeitlicher Abfolge die Irrfahrten des Helden, seine Heimkehr und den Freiermord.
Wann in etwa die erste Niederschrift der Odyssee in der heute bekannten Form erfolgte, ist dagegen stark umstritten. Ein Teil der Forschergemeinde geht von einer Entstehung um 730/720 v. Chr. aus, ein anderer Teil datiert die erste Fassung ungefähr auf die Jahre um 670/660 v. Chr. Erst dabei könnte der dritte Handlungsstrang hinzugefügt worden sein: die einführenden Gesänge der Telemachie, die Geschichte von der Suche des Telemachos nach seinem Vater. Sie diente dem Zweck, die Spannung zu erhöhen und – durch die Schilderung der Zustände auf Ithaka – Odysseus’ spätere Rache an den Freiern als gerechtfertigt hinzustellen.
Wahrscheinlich im 6. Jahrhundert v. Chr. entstand eine dem Eugamon aus Kyrene zugeschriebene, heute nur noch in wenigen Fragmenten erhaltene Fortsetzung der Odyssee: Die Telegonie berichtet von Odysseus’ letzten Abenteuern und von seinem Tod im Kampf mit Telegonos, seinem ihm unbekannten Sohn, den er mit Kirke gezeugt hatte.

## Textüberlieferung

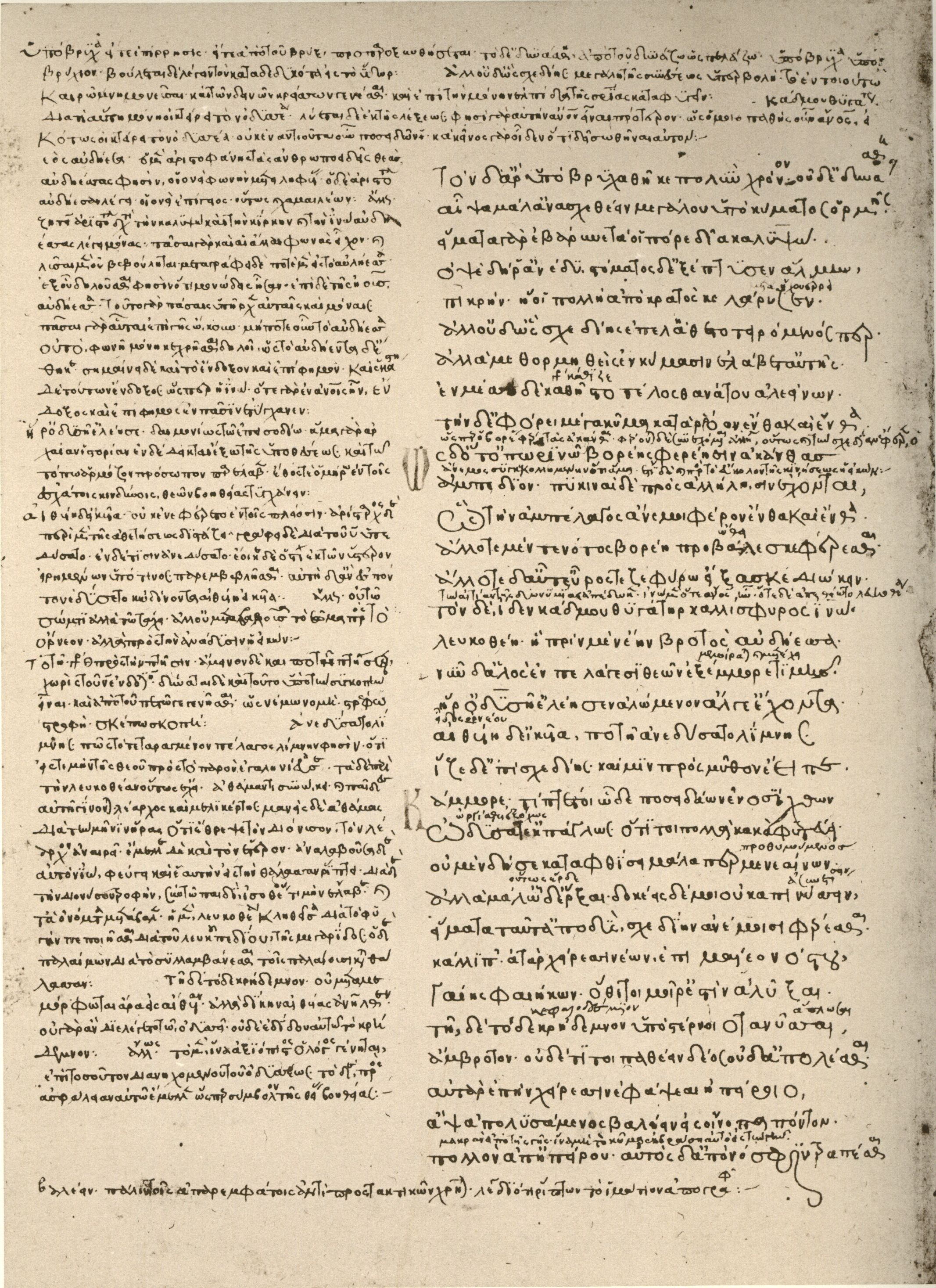
Buch 5, Verse 319–350 der Odyssee (mit Scholien) in der 1335/1336 geschriebenen Handschrift Rom, Biblioteca Apostolica Vaticana, Vaticanus Palatinus graecus 7, fol. 46v

Die Überlieferung des Texts, so wie ihn der Dichter der Odyssee im späten 8. oder im 7. Jahrhundert v. Chr. abgefasst hat, ist schon für die Antike nicht ganz sicher. Von der Odyssee wie von der Ilias dürften schon kurz nach der Niederschrift viele voneinander abweichende Kopien im Umlauf gewesen sein. Die Wertschätzung, die den homerischen Texten zuteilwurde, führte dazu, dass immer wieder textkritische Rekonstruktionen der Urfassung angefertigt wurden; im Athen des Tyrannen Peisistratos Ende des 6. Jahrhunderts v. Chr. geschah dies sogar auf Staatskosten. Bis in frühhellenistische Zeit weisen Papyri jedoch voneinander und von der Athener Version abweichende Textfassungen auf.
Dies änderte sich nach der Gründung der Bibliothek von Alexandria durch Ptolemaios I. Soter im Jahr 288 v. Chr. Die Gelehrten Zenodotos von Ephesos, Aristophanes von Byzanz und vor allem Aristarchos von Samothrake, der sechste Vorsteher der Bibliothek, erstellten durch Vergleiche und textkritische Methoden kanonische Fassungen beider Epen, die wahrscheinlich den Athener Versionen entsprachen. Zwar gingen im Laufe der Zeit auch die Schriften der drei Bibliotheksvorsteher weitgehend verloren, doch gehen die Abschriften beider Epen bis zum Ende der Antike und ihre heutige Textgestalt mit einiger Sicherheit auf deren Arbeiten zurück.
Dies ist vor allem mit der bereits erwähnten Verehrung Homers in der gesamten antiken Welt zu erklären. Odyssee und Ilias gehörten zum Kern des antiken Bildungskanons, und seit der Tätigkeit der alexandrinischen Bibliothekare wurde auf eine getreue Weitergabe der Texte geachtet. Komplette Abschriften beider Werke aus der Antike sind nicht erhalten.
Zu den ältesten fragmentarischen Textzeugnissen gehören der Londoner Homer-Papyrus aus der ersten Hälfte des 2. Jahrhunderts sowie der Berliner Homer-Papyrus aus dem 3. Jahrhundert. Im Juli 2018 gab das griechische Kulturministerium bekannt, dass deutsche und griechische Archäologen im antiken Olympia eine Tontafel mit 13 Versen aus dem 14. Gesang der Odyssee gefunden haben, die nach ersten Schätzungen aus der römischen Zeit vor dem 3. Jahrhundert stammen könnte.
Die älteste erhaltene Handschrift des homerischen Gesamtwerkes stammt aus dem Konstantinopel des 12. Jahrhunderts. Der griechische Humanist Demetrios Chalkokondyles besorgte 1488 in Florenz den Erstdruck der Epen. Dieser Inkunabel ließ der Verleger Aldus Manutius aus Venedig 1504 eine weitere gedruckte Ausgabe folgen. Zwischen der ersten schriftlichen Fixierung der homerischen Epen und den frühesten Textversionen, die bis heute vollständig erhalten sind, liegen also fast 2000 Jahre. Dennoch geht die Forschung davon aus, dass die heutigen Fassungen dank der Vorarbeit der antiken Gelehrten im Wesentlichen der Fassung Homers entsprechen.

## Die Frage der Autorschaft
Mit der Veröffentlichung des Werks Prolegomena ad Homerum des Hallenser Altphilologen Friedrich August Wolf im Jahr 1795 setzt die moderne Homer-Forschung ein. Die so genannten Homerischen Fragen, die sich seither stellen, sind bis heute strittig: Hat Homer dem gesamten Epos seine heutige Form gegeben oder bereits Vorhandenes lediglich redigiert? Hat er nur die Telemachie hinzugefügt? Ist er überhaupt der Dichter der Odyssee gewesen?
Da die Episode um Polyphem in ähnlichen Überlieferungen verschiedener Ethnien vorkommt und Homers Version nicht als die älteste eingeordnet wird, kommt Homer zumindest für den Kern der Polyphem-Episode nicht als „Erfinder“ in Frage.
Einige Forscher weisen auf den zeitlichen Abstand zwischen der Ilias und der Odyssee hin sowie auf die inhaltlichen Diskrepanzen – hier Kriegsepos mit realistischem Hintergrund, dort märchenhafte Abenteuer – um zu begründen, warum Homer nicht gleichzeitig der Autor beider Werke gewesen sein kann. Andere halten es auf Grund der stilistischen Ähnlichkeiten zwischen beiden Epen durchaus für möglich, dass die Odyssee ein Alterswerk des Ilias-Dichters ist.
Fest steht nur, dass der Odyssee-Dichter sich stilistisch eng an der Ilias orientiert und viele ihrer Formulierungen übernommen hat, so dass er zumindest dem Umfeld Homers zuzuordnen ist. Auch Forscher, die Ilias und Odyssee für Werke zweier verschiedener Autoren halten, bezeichnen beide als „homerische Epen“.
Goethe spottete schon 1795 über die Versuche, Ilias und Odyssee textkritisch zu zergliedern:

„Die Idee mag gut sein, und die Bemühung ist respektabel, wenn nur nicht diese Herren, um ihre schwachen Flanken zu decken, gelegentlich die fruchtbarsten Gärten des ästhetischen Reichs verwüsten und in leidige Verschanzungen verwandeln müssten. Am Ende ist mehr Subjektives, als man denkt, in diesem ganzen Krame.“

## Lokalisierungsversuche der Irrfahrten
Auch wenn es in der Forschung weiterhin Diskussionen um Troja gibt, etwa die Tübinger Troja-Debatte, gilt es seit Heinrich Schliemanns Ausgrabungen doch als erwiesen, dass die Ilias einen realen Kern hat, zumindest was die Existenz Trojas oder Ilions angeht. Die Irrfahrten in der Odyssee hingegen weisen über weite Passagen märchenhafte Züge auf. Daher waren alle, zum Teil bereits in der Antike unternommenen Versuche, ihr reale Schauplätze zuzuweisen, stets umstritten. Schon im 3. Jahrhundert v. Chr. hat sich der Geograph Eratosthenes über solche Versuche lustig gemacht. Von wenigen Textstellen abgesehen, in denen der Dichter tatsächlich existierende Landschaften und Orte nennt – zum Beispiel Thrakien, Kap Malea, Kythera, Ithaka – blieben solche Lokalisierungsversuche stets Spekulation.
Wegen absurder Theorien einzelner Hobbyforscher haben manche Wissenschaftler alle Versuche, die Schauplätze der Odyssee zu lokalisieren, pauschal als falsches, unsinniges oder aussichtsloses Unterfangen abgetan. Diese Haltung stieß jedoch ihrerseits auf Kritik. So wurde argumentiert, dass abwegige Lösungsversuche für ein Problem das Problem selbst nicht zu einem Fantasiegebilde machten.
In der Antike wurde das Land der Lotosesser oft auf der im Mittelmeer liegenden, tunesischen Insel Djerba lokalisiert, erstmals von Eratosthenes im 3. Jahrhundert v. Chr. Im 5. Jahrhundert v. Chr. berichtete Herodot von Lotophagen östlich des Tritonsees, wobei er diese aber nicht ausdrücklich mit den Lotophagen der Odyssee in Verbindung brachte. Uvo Hölscher verweist auf Herodot und meint, das Land der Lotophagen sei Teil der geographischen Vorstellungen der Zeit und finde sich im Süden des Mittelmeers. Auf Sizilien sollen nach Meinung einiger antiker und moderner Autoren die Kyklopen gelebt haben, die als älteste Bewohner Siziliens galten, wie Thukydides berichtet. In Vergils Aeneis werden die Kyklopen und Polyphems Höhle im Nordosten der Insel, in Aetna-Nähe angesiedelt. Auch andere antike Autoren sowie einige neuzeitliche Forscher, z. B. Gustav Lang nahmen die Region um den Aetna als Heimat der Kyklopen an.
Ganz im Westen Siziliens, bei Marsala lokalisierte Ernle Bradford die Kyklopen und identifizierte Favignana mit der Ziegeninsel. Jedoch wurden die Kyklopen auch an anderen Orten gesucht. Bérard identifizierte die Ziegeninsel mit Nisida, westlich von Neapel und die Küste der Kyklopen bei Pozzuoli. Auch an der nordafrikanischen Küste, z. B. im heutigen Tunesien versuchte man die Kyklopen zu lokalisieren. Aiolia, die Insel des Windgotts Aiolos wurde bereits von mehreren antiken Autoren einer der Liparischen Inseln zugeordnet, die daher auch oft Äolische Inseln genannt werden. U.a. Bérard schloss sich dem an und hielt Stromboli für die Aiolos-Insel. Außerdem wurde Aiolia unter anderem mit Ustica und Malta identifiziert. Die Seeungeheuer Skylla und Charybdis wurden in der Antike zumeist an der Meerenge von Messina vermutet. Die Laistrygonen haben einer modernen Theorie zufolge an der Südspitze Korsikas gehaust. In der maltesischen Insel Gozo wollten manche Gelehrte das Ogygia der Nymphe Kalypso erkennen, andere, wie Strabon, lokalisierten Ogygia im Atlantik. Ein Vorgebirge im Latium trägt bis heute den Namen Monte Circeo, aber ob dieses Bergmassiv oder eine der vorgelagerten Inseln die Heimat der Zauberin Kirke war, ist ebenso umstritten wie alles andere.

## Rezeption
Die Odyssee ist nicht nur eines der ältesten, sondern auch eines der meistbearbeiteten Werke der abendländischen Literatur- und Kulturgeschichte. Sowohl der Stoff – phantastische Irrfahrten und Abenteuer – als auch der Held – der listenreiche aber einsame Dulder, der nach langen Jahren heimkehrt und seine vertraute Welt nicht wiederfindet – sind in literarischen, dramatischen oder musikalischen Werken, bis hin zum modernen Film, immer wieder aufgegriffen worden.
Die Philosophen Theodor W. Adorno und Max Horkheimer sahen in Odysseus den ersten modernen Menschentyp in der Literaturgeschichte: Er sei die erste Figur, die sich nicht den Göttern und dem Schicksal ergibt, sondern – manchmal unter Leugnung ihrer Identität – erfolgreich gegen beide ankämpft und damit zum Herrscher über ihr eigenes Geschick wird. Die Leugnung der Identität ist laut Adorno und Horkheimer insofern revolutionär, als damit erstmals der animistische, identitätsstiftende Charakter des eigenen Namens überwunden werde. Der moderne Mensch müsse wie Odysseus fähig sein, seine Identität aufzugeben, um sie zu erhalten.

### Übertragungen
Seit der Renaissance wurde die Odyssee immer wieder in moderne Sprachen übersetzt. Zu den ersten Übertragungen gehören die von Salomon Certon 1604 ins Französische sowie diejenigen von George Chapman (1616) und von Alexander Pope (1713) ins Englische.
Im deutschen Sprachraum gilt die metrische Übersetzung von Johann Heinrich Voß aus dem 18. Jahrhundert ihrerseits als Klassiker. Ihr sprachschöpferischer Einfluss auf das Deutsche wird mit Martin Luthers Bibelübersetzung verglichen. Im 20. Jahrhundert hat Thassilo von Scheffer eine viel beachtete Neuübersetzung vorgelegt. Die bekannteste Prosa-Übertragung ist die von Gustav Schwab aus dem 19. Jahrhundert. Ebenfalls in Prosa gehalten sind die moderneren Fassungen von Dietrich Mülder, Gerhard Scheibner und Wolfgang Schadewaldt. Jüngere metrische Übersetzungen ins Deutsche haben der Heidelberger Klassische Archäologe Roland Hampe (mit ausführlichem Namensregister) sowie die Schweizer Altphilologen Kurt Steinmann (mit Stellenkommentar) im Jahr 2007 und Ludwig Bernays im Jahr 2010 vorgelegt.
Speziell für Kinder und Jugendliche sind in den letzten Jahrzehnten auch mehrere, meist inhaltlich gekürzte, Nacherzählungen vorgelegt worden (siehe weiter unten: Nacherzählungen für Kinder).
Von 1926 bis 1956 übersetzte der Schweizer Mundartautor Albert Meyer alle 24 Gesänge der Odyssee in berndeutsche Hexameter. Im Mai 2008 präsentierte Professor Henri Muller seine sechs Bände umfassende Übersetzung der Odyssee in das Luxemburgische.
Der Philologe Otto Kuen hat in den 1980er Jahren die Odyssee ins Bairische übertragen. Diese Übersetzung wurde am 11. Oktober 2010 im Metropoltheater München von dem Schauspieler Rüdiger Hacker vorgetragen.

### Literarische Bearbeitungen

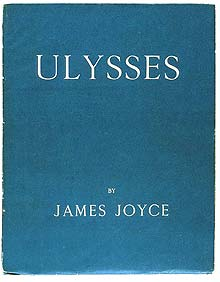
James Joyce: Ulysses. Umschlag der Erstausgabe (1922)

Die Reihe der Werke, die sich von der Odyssee inspirieren ließen, beginnt schon in der Antike. Der römische Dichter Vergil nahm sie sich zum Vorbild, als er das römische Nationalepos, die Aeneis, schuf. Er schildert darin das Schicksal des trojanischen Helden Aeneas, den es nach der Zerstörung der Stadt ebenfalls in aller Herren Länder verschlägt, bevor er sich in Italien niederlässt und zum mythischen Stammvater der Römer wird.
Vermittelt durch kulturelle Kontakte mit dem persischen Sassanidenreich fanden Elemente der Odyssee in der Spätantike Eingang in die orientalischen Erzählungen aus Tausendundeine Nacht. Ihre Einflüsse sind auch in den arabischen Märchen über Sindbad den Seefahrer erkennbar.
Die Gestalt des Odysseus wurde von vielen Dichtern als Urbild des Menschen an sich verstanden: Neugierig, listig und stets auf der Suche nach Wissen und Erfahrung, gelingt es ihm immer wieder, Gefahren zu meistern. Andererseits muss er, der Willkür der Naturgefahren und der Götter ausgeliefert, „unnennbare Leiden erdulden“. Odysseus gilt daher als literarisches Vorbild für so unterschiedliche Figuren wie Goethes „Faust“ oder Jules Vernes Kapitän Nemo, dessen lateinischer Name (deutsch: „Niemand“) der Kyklopen-Episode entnommen ist.
Als literarisch anspruchsvollste moderne Bearbeitung des Stoffs gilt der Roman Ulysses (engl. für „Odysseus“) von James Joyce. Das 1922 erschienene Werk gilt als einer der wichtigsten Romane des 20. Jahrhunderts. Es schildert einen Tag, den 16. Juni 1904, im Leben des Anzeigenverkäufers Leopold Bloom, der durch Dublin streift, dabei alltägliche Dinge erlebt – die zum Teil mit Odysseus’ Abenteuern korrespondieren – und der spät nachts zu seiner Frau Molly heimkehrt.
In Deutschland griffen nach dem Zweiten Weltkrieg Heimkehrerdramen wie Wolfgang Borcherts Draußen vor der Tür das zentrale Thema der Odyssee wieder auf. Damals vielbeachtet waren zwei Neugestaltungen des Odyssee-Stoffes durch Ernst Schnabel: sein von ihm als „Roman für den Funk“ bzw. „Funkroman“ bezeichnetes dreiteiliges Hörspiel Der sechste Gesang unter der Regie von Gert Westphal mit Musik von Hans Werner Henze, das 1955/1956 vom NWDR und vom SWF ausgestrahlt wurde, und sein gleichnamiger, 1956 bei S. Fischer erschienener Roman.
Für seinen Bildband L’Odyssée, in welchem er die Stationen der Odyssee mit der Kamera nachverfolgte, erhielt der österreichische Fotograf Erich Lessing 1967 den französischen Foto-Buchpreis Prix Nadar.
Der amerikanische Altphilologe Daniel Mendelsohn veröffentlichte 2017 das autobiografische Werk Eine Odyssee. Mein Vater, ein Epos und ich. Er schildert darin, wie sein ihm fremd gewordener Vater mit 80 Jahren beschließt, an einem Seminar seines Sohnes über die Odyssee und an einer Studienreise zu den vermuteten Schauplätzen des Epos teilzunehmen. Sowohl die Diskussionen über die Odyssee im Seminar als auch die Reise werden, ähnlich der Telemachie, zu einer am Ende gelingenden Suche nach dem Vater. Mendelsohn setzt das eigene Verhältnis zu Vater und Großvater immer wieder in Beziehung zu dem zwischen Laertes, Odysseus und Telemachos.

### DieOdysseein Musik, Theater und Film
Auch Opernkomponisten und Filmregisseure haben sich des Stoffs der Odyssee und der Figur ihres Helden immer wieder bedient. Als Themen beliebt waren die Rückkehr des Helden zu Penelope, etwa in Il ritorno d’Ulisse in patria (Die Heimkehr des Odysseus, Venedig 1641) von Claudio Monteverdi, und die Episode bei der Zauberin Kirke, z. B. in Charpentiers Schauspielmusik zu Circé (Paris 1675). Georg Friedrich Händels letzte Oper Deidamia (London 1741) behandelt eine Episode aus Odysseus’ Leben vor dem Trojanischen Krieg.
Der Komponist August Bungert schuf nach der Odyssee in den Jahren 1898–1903 nach dem Vorbild von Richard Wagners Der Ring des Nibelungen eine ähnliche Tetralogie mit vier Opern unter dem Titel Homerische Welt mit den vier Teilen Kirke, Nausikaa, Odysseus’ Heimkehr und Odysseus’ Tod.
In Gabriel Faurés Oper Penelope spielt Odysseus’ geduldig wartende Frau die Hauptrolle, ebenso in Rolf Liebermanns gleichnamiger Opera semiseria. Neueren Datums sind des Weiteren Luigi Dallapiccolas Oper Ulisse (Odysseus), die 1968 Premiere feierte, sowie Odysseus auf Ogygia von Klaus Arp, uraufgeführt 1988 in Koblenz.
Die Zahl der Verfilmungen der Odyssee oder von Stoffen, die sich an ihr orientieren, dürfte kaum mit Sicherheit festzustellen sein. Bereits in der Stummfilmzeit wurden erste Fassungen gedreht. Mario Camerini schuf 1954 den Monumentalfilm Die Fahrten des Odysseus mit Kirk Douglas in der Titelrolle, der für die damalige Zeit mit beachtlichen Spezialeffekten und Tricktechniken aufwartete. – 1968 wurde die 4-teilige Fernsehserie Die Odyssee produziert. Regie führte Franco Rossi, Hauptdarsteller waren Bekim Fehmiu als Odysseus und Irene Papas als Penelope, während Leonard Steckel als Erzähler beteiligt war. – Eine aktuelle Bearbeitung des Stoffs ist Andrei Konchalovskys Die Abenteuer des Odysseus von 1997, die mit Fantasy-Elementen angereichert wurde.
Jean-Luc Godards Die Verachtung (1963) spielt am Set einer Odyssee-Verfilmung von Fritz Lang (gespielt von Fritz Lang) und verwendet zahlreiche Motive aus Homers Epos.
Stanley Kubricks Science-Fiction-Klassiker 2001: Odyssee im Weltraum (1968) nach dem gleichnamigen Roman von Arthur C. Clarke folgt der Handlung des Epos nicht chronologisch, sondern ist eine freie, teils stark verfremdende Bearbeitung mit zahlreichen Anspielungen auf das Original. Kubricks Odysseus ist die ganze Menschheit, deren Reise durch die Zeit nach dem ersten Krieg und der Erfindung der ersten Waffe beginnt. Das summende Geräusch des Monolithen im Film entspricht dem verlockenden Sirenengesang in der Odyssee, das Auge des Computers HAL dem des Kyklopen Polyphem. Der Name des Astronauten Dave Bowman (=Bogen-Mann) spielt auf Odysseus als geübten Bogenschützen an.
Auch der Film O Brother, Where Art Thou? von Ethan und Joel Coen greift Elemente der Odyssee auf, z. B. die Sirenen oder den einäugigen Riesen.
Die Progressive-Metal-Band Symphony X interpretierte auf ihrem sechsten Studioalbum The Odyssey aus dem Jahr 2002 die Irrfahrt von Odysseus in dem über 24-minütigen Titeltrack.
Die Markus Zohner Theater Compagnie hat das Stück „Odyssee“ 1999 auf die Bühne gebracht. Seit der Uraufführung in Luzern tourt das Stück weltweit.
Im Jahr 2012 inszenierte Robert Wilson am Nationaltheater Athen die Dramatisierung des Epos von Simon Armitage unter dem Titel [Οδύσσεια]. Diese Produktion war ab April 2013 auch am Piccolo Teatro di Milano zu sehen und wurde dort im Oktober 2015 wieder aufgenommen.
2024 wurde unter der Regie von Uberto Pasolini der Film The Return veröffentlicht, in dem Ralph Fiennes die Rolle des Odysseus übernahm.
Zwischen 2022 und 2024 erschienen unter dem Namen Epic - The Musical mehrere Konzept-Alben, die eine moderne musikalische Bearbeitung der Odyssee darstellen.

### DieOdysseeals Hörspiel
Im Hörspiel 'Der Sechste Gesang' von Ernst Schnabel, welches 1955 für den SWF/NWDR unter Regie von Gert Westphal produziert wurde, wird Odysseus bei den Phäaken gezeigt. Hierbei handelt es sich nicht um eine Verarbeitung der ganzen Odyssee, sondern eher um eine Momentaufnahme am Hof der Phäaken. Es wird in drei Abenden erzählt, wie sich Odysseus in Nausikaa verliebt und eigentlich nicht mehr zwingend nach Ithaka heimkehren will. Ein besonderes Element des Hörspiels ist die Figur des Homers, die in Gestalt eines Halbblinden auftaucht und mit Odysseus über die Entstehung von Mythen und Geschichten philosophiert sowie die Einlage von drei Theaterstücken, die Circe Odysseus erzählt. Kostenlos zu hören im Einzelnachweis:
Im Jahre 1959 produzierte der SDR ein fünfteiliges Hörspiel mit einer Gesamtlänge von 315 Minuten. Die Hörspielbearbeitung stammte von Wolfgang Schadewaldt und die Regie führte Gustav Rudolf Sellner.
Im Jahre 1998 produzierten die Regisseurin und Autorin Isabella Mamatis, der Dramaturg Lutz Gübel und der Klangkünstler Peter Tucholski als Autorenproduktion die neunteilige Serie 'Die Abenteuer des Odysseus’ für Kinder ab sechs Jahren. Als federführender Kooperationspartner trat der DRS auf. Gümbel und Mamatis lösten die Sprache aus dem homerischen Hexameter heraus und bearbeiteten sie für junge Hörer neu. Die Dialoge wurden im Hörspielstudio des DRS mit namhaften Schauspielern aufgenommen. Das Hörwerk arbeitet ohne Geräusche, ausschließlich mit dem Klanginstrumentarium von P. Tucholski, und baut Klangräume auf, in die die Sprache situativ eingebettet liegt.

### DieOdysseein der Malerei und als Comic
Szenen der Odyssee waren bereits in der Antike beliebte Gegenstände der Malerei. Seit der Renaissance griffen europäische Künstler das Thema erneut auf, so etwa die Barockmaler Peter Paul Rubens, Claude Lorrain, Jacob Jordaens, Pieter Lastman und Gerard de Lairesse. Im Zeitalter des Klassizismus avancierte die Odyssee zu einem beliebten Motivrepertoire für bildende Künstler. Johann Wolfgang von Goethe rief im Rahmen der Weimarer Preisaufgaben dazu auf, Szenen aus der Odyssee zu illustrieren. Einzigartig in der deutschen Malerei jener Zeit waren die Odysseesäle in der Münchner Residenz. Im Auftrag von König Ludwig I. von Bayern schufen Ludwig Michael Schwanthaler und Johann Georg Hiltensperger 24 Wandbilder analog den 24 Gesängen der Odyssee. Vom 18. bis 20. Jahrhundert schufen u. a. Künstler wie Johann Heinrich Wilhelm Tischbein, William Turner, Johann Heinrich Füssli, Herbert James Draper, Lovis Corinth oder Ernst Marow Werke, die von der Odyssee inspiriert sind.
Der französische Zeichner Georges Pichard (1920–2003) griff die Abenteuer des Odysseus in einer frivolen Comic-Persiflage des homerischen Epos unter dem Titel Ulysse auf. Das Szenario und die Texte stammen von Jacques Lob. Diese recht freie Interpretation des homerischen Stoffes entstand ursprünglich im Auftrag des Club Français du Livre, doch wegen der – für die damalige Zeit – freizügigen Gestaltung erschien das Werk anfangs nur in der italienischen Comic-Zeitschrift Linus. Erst 1969 wagte das Magazin Charlie Mensuel einen französischen Abdruck des Werkes. Vier Jahre später war die Geschichte in der Comic-Fachzeitschrift Phénix zu finden. Dadurch bekam diese Graphic Novel die intellektuellen Weihen, die den Pressezaren Pierre Lazareff 1974 zu dem mutigen Schritt bewog, Ulysse als Fortsetzungsserie in die Tageszeitung France Soir aufzunehmen. 1974 erschien bei Editions Dargaud in Paris als Comic-Album der erste Teil, 1975 der zweite und 1982 bei Editions Glénat in der Collection Mythologie die Gesamtausgabe. Auf Deutsch erschien Ulysse 1972 im Magazin Pip International (2. Jahrgang: Nr. 5 – Odysseus auf der Insel der Sirenen, Nr. 6 – Odysseus bei den Lotophagen, Nr. 7 – Odysseus bei den Herden des Sonnengottes). Neu aufgelegt hat Ulysse das New Yorker Comicmagazin Heavy Metal im November 2006.
Homers Odyssee wurde auch in der Comic-Reihe Illustrierte Klassiker (Heft Nr. 60) adaptiert, gezeichnet von Alex A. Blum (1889–1969). Die deutsche Ausgabe der Serie erschien im Original von 1956 bis 1972 im Bildschriftenverlag (BSV). Die bis heute noch erhältlichen Nachdrucke der Serie erschienen von 1991 bis 2002 im Hethke Verlag, Köln. Die amerikanische Originalausgabe wurde in den 1940er Jahren bei Gilberton Publications in New York verlegt, in der Reihe Classics Illustrated bzw. Classic Comics. Die Serie sollte Kindern und Jugendlichen die wertvollsten Werke der Weltliteratur auf eine anschauliche Art und Weise vermitteln – mehr Informationen dazu finden sich im Buch Understanding Classics Illustrated von Dan Malan bei The Overstreet Comic Book Price Guide (23rd Edition), verlegt von Robert M. Overstreet, Avon Books (1993).
1973/74 veröffentlichte der Dessauer Künstler und Karikaturist Benno Butter seine zweiteilige Comic-Parodie auf Ilias (Klamauk um Helena) und Odyssee (Herrenpartie nach Ithaka), in der er Themen aus dem Alltag eines Soldaten im Zweiten Weltkrieg unter Einbeziehung autobiographischer Motive mit dem antiken Epos (etwa dem der Helena) verbunden hat.
Es gibt mehrere Parodien des Epos mit Disney-Figuren, von denen die älteste 1961 entstand und die neueste 2018. Vor allem Die Duckysse von 2018 folgt den verschiedenen Handlungssträngen des Originals sehr genau.

## Ausgaben

### Kritische Textausgaben
- Homeri Odyssea cum potiore lectionis varietate edidit Augustus Nauck. Pars prior. Berlin 1874.
- Homeri Odyssea recensuit Arthurus Ludwich. Volumen prius. Editio stereotypa editionis primae (MDCCCLXXXIX). Stuttgart/Leipzig 1889.
- Homeri opera recognovit brevique adnotatione critica instruxit Thomas W. Allen. Tomus III. Odysseae libros I–XII continens. Editio altera (erste Auflage 1908, zweite Auflage 1917), Oxford 1965.
- Homeri opera recognovit brevique adnotatione critica instruxit Thomas W. Allen. Tomus IV. Odysseae libros XIII–XXIV continens. Editio altera (erste Auflage 1908, zweite Auflage 1919), Oxford 1975.
- Homeri Odyssea recognovit P. von der Muehll. Editio stereotypa editionis tertiae (MCMLXII) (erste Auflage 1946), Stuttgart 1984.
- L’Odyssée «Poésie Homérique». Tome I: Chants I–VII. Texte étable et traduit par Victor Bérard. Cinquième édition. Paris 1955 (Mit Übersetzung ins Französische).
- Omera Odissea. Volume I (Libri I–IV). Introduzione generale di Alfred Heubeck e Stephanie West. Testo e commento a cura di Stephanie West. Traduzione di G. Aurelio Privitera. Mailand 1981 (Mit Übersetzung ins Italienische).
- Homeri Odyssea recognovit Helmut van Thiel. Hildesheim/Zürich/New York 1991.
- Homeri Odyssea. Recensuit et testimonia congessit Martin L. West. (Bibliotheca scriptorum Graecorum et Romanorum Teubneriana). De Gruyter, Berlin/New York 2016.

### Zweisprachige Ausgaben (altgriechisch, deutsch)
- Homer: Odyssee. Griechisch-deutsch, herausgegeben und übersetzt von Anton Weiher. Sammlung Tusculum. Artemis & Winkler Verlag, Düsseldorf 2003, ISBN 3-7608-1542-1.
- Homers Odyssee. Übersetzt von Johann Heinrich Voß. Winkler Weltliteratur. Blaue Reihe. Zürich, Stuttgart 2001, ISBN 3-538-06920-4.
- Homer: Die Odyssee. Übersetzt von Wolfgang Schadewaldt. Bibliothek der alten Welt. Griechische Reihe. Zürich, Stuttgart 2001, ISBN 3-7608-4092-2.
- Homerus Odyssee. Aus dem Griechischen in Prosa übertragen von Gerhard Scheibner. Taschenbibliothek der Weltliteratur. Berlin, Weimar 1989, ISBN 3-351-01397-3.
- Homer: Odyssee. Übersetzt von Roland Hampe. Reclams Universalbibliothek. Bd. 280. Reclam, Stuttgart 1979; Nachdruck ebenda 1986, ISBN 3-15-000280-X.
- Homer: Odyssee. Aus dem Griechischen übersetzt und kommentiert von Kurt Steinmann. Mit einem Nachwort von Walter Burkert und 16 Originalillustrationen von Anton Christian. Prachtband im Schmuckschuber. Manesse Verlag, Zürich 2007, ISBN 978-3-7175-9020-0.

### Interlineare Übersetzungen
- John Jackson (Hrsg.): Homer: Odyssey. Ausgaben von Murray (englisch), Voß (dt.) u. a., jeweils verknüpft mit dem griechischen Text, kostenloses E-Book im Palm-PDB-Format (Memento vom 17. November 2014 im Internet Archive).

### Online-Ausgaben
Griechisch
- A. T. Murray (Hrsg.): Homer: The Odyssey. Harvard University Press, Cambridge, MA. 1919, ISBN 0-674-99561-9.

Englisch
- A. T. Murray: Homer: The Odyssey, Cambridge, MA.: Harvard University Press 1919 / Nachdrucke, ISBN 0-674-99561-9, eingeschränkte Vorschau in der Google-Buchsuche.
- Charles Lloyd: A translation of the first seven books of the Odyssey of Homer, 1810, eingeschränkte Vorschau in der Google-Buchsuche.
- John Flaxman, William Sotheby: The Iliad and Odyssey, G. and W. Nicol, Pall Mall: J. Murray, Albemarle Street 1834, eingeschränkte Vorschau in der Google-Buchsuche.
- Samuel Henry Butcher, Andrew Lang: The Odyssey by Homer. New York 1879.
- Samuel Butler: The Odyssey. New York 1898.
- George Thedoridis: The Odyssey. 2004.
- Ian Johnston: Homer, The Odyssey., records.viu.ca, Arlington, Virginia: Richer Resources Publications 2002/2006.
- Thomas Hobbes: Iliad and Odyssey, London: Bohn 1839–1845.
- George Chapman: The Odysseus, London: J. R. Smith 1857.
- Alexander Pope: The Odyssey, London 1713.
- William Cowper: The Odyssey of Homer, London 1791; eingeschränkte Vorschau in der Google-Buchsuche.
- D.W. Myatt: Odyssey, nur Bücher 1–3.
- Robert Fagles: Homer, The Odyssey, New York, Viking Penguin 1996, online auf Archive.org.
- Einige der obigen und einige weitere Ausgaben bei archive.org.

Deutsch
- Griechischer Text und Übersetzung (Voß) auf gottwein.de.
- Digitalisat der Voßschen Erstauflage von 1781; Übersetzung von Johann Heinrich Voß bei digbib.org; Ausgabe beim Projekt Gutenberg-DE.
- Hedwig Hülle: Irrfahrten des Odysseus in vier und zwanzig Gesängen. Digitalisat der Österreichischen Nationalbibliothek (Erstausgabe: Bremen 1826): (Volltext).

### Nacherzählungen
Insbesondere für Kinder und Jugendliche
- Gustav Schwab: Die Sagen von Troja und von Irrfahrt und Heimkehr des Odysseus, hg. von J. Bobrowski. Altberliner Verlag, (EA Berlin 1955).
- Franz Fühmann: Das Hölzerne Pferd. Die Sage vom Untergang Trojas und von den Irrfahrten des Odysseus. Neues Leben, Berlin 1982 (EA 1968).
- Dimitar Inkiow: Abenteuer des Odysseus. Gabriel, Wien 1999 (EA 1999), ISBN 3-7072-6606-0.
- Walter Jens: Ilias und Odyssee. Maier, Ravensburg 2004 (EA 1958), ISBN 3-473-35503-8.
- Ulrich Karger: Die Odyssee. Klett-Schulbuchverlag, Leipzig 2004 (EA 1996), ISBN 3-12-262460-5.
- Auguste Lechner: Die Abenteuer des Odysseus. Arena, Würzburg 2000 (EA 1961), ISBN 3-401-01370-X
- Rosemary Sutcliff: Troja und die Rückkehr des Odysseus. Die Geschichte der Ilias und der Odyssee. Freies Geistesleben, Stuttgart 2004 (EA 1995), ISBN 3-7725-1842-7.

Anhand von Fotografien
- Erich Lessing: Die Odyssee : Homers Epos in Bildern erzählt. Dazu Texte von Karl Kerényi, Michael Gall, Heinrich Schliemann, Hellmut Sichtermann und ein archäologisches Bild- und Literaturregister von Cornelia Kerényi. Herder, Freiburg/Basel/Wien 1965.